# Tragedia de Tacoa
Se definió como tragedia o accidente de Tacoa al desastre originado por un incendio en la planta termoeléctrica “Ricardo Zuloaga”, propiedad de La Electricidad de Caracas, ubicada en el sector Arrecifes de la población de Tacoa del para entonces Departamento Vargas del Distrito Federal en Venezuela.
Este desastre es catalogado como la peor tragedia jamás vivida en Venezuela (si se exceptúa la Tragedia de Vargas, la cual fue de orden natural); ya que fallecieron más de 160 personas, entre ellas 9 comunicadores sociales; así como bomberos, policías, etc.[cita requerida]

## Los hechos
Al amanecer del día domingo 19 de diciembre de 1982, el barco petrolero “Murachí” (de la entonces empresa petrolera Lagoven, filial de PDVSA) que se encontraba anclado costa afuera se disponía a descargar 15.000 toneladas de fuel-oil, combustible necesario para activar la planta termoeléctrica de Tacoa. En una operación calificada como rutinaria, dos de los tres operarios pertenecientes a La Electricidad de Caracas identificados como Jesús Manuel Rodríguez y Luis Natera se encontraban en la parte superior de la estructura de 17 metros supervisando la operación, mientras uno se encontraba afuera haciendo guardia. No obstante, uno de ellos se percató de que existía un punto sobrecalentado. Imprudentemente éste abrió la escotilla, lo cual originó la entrada de aire y por consiguiente el avivamiento de las llamas que alcanzaron el tanque N.º 8 y esto ocasionó la primera explosión. Dos de los tres obreros de guardia murieron carbonizados, mientras uno logró salvarse escapándose del lugar.
Inmediatamente, fue lanzada la alerta tanto a las autoridades competentes, se aproximaron bomberos del Distrito Federal, bomberos marinos del puerto de La Guaira, así como las unidades de intervención de los bomberos aeronáuticos del Aeropuerto Internacional Simón Bolívar de Maiquetía. Durante la mañana de ese día, más de cien efectivos combatían el voraz incendio, relevados por bomberos del entonces Distrito Sucre, Defensa Civil, Guardia Nacional, Policía Metropolitana, técnicos de Petróleos de Venezuela y La Electricidad de Caracas, entre decenas de voluntarios; como a los medios de comunicación social (radio, prensa y televisión), los cuales se apersonaron en el sitio del suceso para cubrir las incidencias. Los profesionales de la comunicación que se encontraban en el sitio del siniestro fueron Mariadela Russa, periodista enviada de Venezolana de Televisión y su equipo de camarógrafos y asistentes del canal 8, integrados por José Carrillo, Oscar Guerra y Oswaldo Silva, Carlos Moros y Salvatore Veneziano, que ambos conformaron la dupla periodista-fotógrafo del diario El Universal y el camarógrafo José Machado, del canal 2, Radio Caracas Televisión. Todos ellos fallecieron tras la segunda explosión.
Más o menos al mediodía, las autoridades dieron un informe a través de la televisión que la situación en el lugar se daba por controlada. Sin embargo, a las 12:45 p. m., ocurrió un fenómeno de rebosamiento por ebullición (boilover), o sea un desbordamiento violento por vaporización de la capa de agua que se encontraba por debajo del fuel oil, que produjo el segundo estallido. Como si se tratara de un volcán en erupción, el tanque expulsó una enorme lava de líquido en llamas, generando una inmensa bola de fuego. El origen del agua en el fondo del tanque no está claro. En un principio se culpó a los bomberos por haber echado agua al tanque, pero luego esta teoría fue desmentida. Ahora hay cierto consenso en que pequeñas cantidades de agua se encontraban normalmente en el fuel oil en cada operación de llenado, acumulándose entonces en el fondo del tanque por efecto de la gravedad. La capa de agua se drenaba periódicamente, pero el día del accidente hacía tiempo que esta operación se había llevado a cabo. Además, no está claro por qué no se drenó el agua durante el incendio; es posible que las válvulas de drenajes estuvieran rodeadas por las llamas, o quizás no se consideró necesario el vaciado del agua porque no se anticipó el riesgo de un boilover.
La llamarada de fuego incendió a una cantidad de personas, humildes viviendas, árboles, vehículos estacionados y lanchas flotando dentro del mar como a 250 metros del lugar. En total, la cantidad de víctimas fatales incluyeron 20 bomberos, policías y 10 comunicadores sociales que cubrían los acontecimientos. 
Dos días más tarde, se confirma el incremento de las personas fallecidas en el siniestro. Luego de Dos años después de la tragedia, en diciembre de 1984, se dictó una orden de detención contra 8 ejecutivos de La Electricidad de Caracas por los cargos de incendio y omisión. Sin embargo, ninguno de ellos fue encarcelado. 
Antes de los Atentados del 11 de septiembre de 2001 en Nueva York, la Tragedia de Tacoa tenía el récord mundial por la cantidad de bomberos que murieron en el mismo suceso.[cita requerida]